# Andrej Krylov
Andrej Krylov (russisk: Андрей Крылов tr. Andrej Krylov ; 14. november 1988) er en russisk gymnast og guldvinder ved mændenes tumbling i 2007 ved Trampoline World Championships. Fra 1. oktober 2012 har han fået 12 måneders bortvisning fra sporten, efter han blev teste positiv for brug af stimulanser til Trampoline World Cup stage in Loulé (POR) i september samme år.
| Sport | Spire Denne artikel om sport er en spire som bør udbygges. Du er velkommen til at hjælpe Wikipedia ved at udvide den. |